# Abreae
Abreae je tribus mahunarki, dio potporodice Papilionoideae. Uz tipični rod Abrus, postoji još 3 podtribusa.

## Rodovi
1. Tribus Abreae Hutch.
  1. Genus Abrus Adans. (17 spp.)
  2. Subtribus Diocleinae Benth.
    1. Canavalia DC. (61 spp.)
    2. Camptosema Hook. & Arn. (13 spp.)
    3. Galactia P. Browne (119 spp.)
    4. Lackeya Fortunato, L. P. Queiroz & G. P. Lewis (1 sp.)
    5. Collaea DC. (6 spp.)
    6. Cratylia Mart. ex Benth. (5 spp.)
    7. Cymbosema Benth. (1 sp.)
    8. Cleobulia Mart. ex Benth. (4 spp.)
    9. Dioclea Kunth (14 spp.)
    10. Macropsychanthus Harms (49 spp.)

  3. Subtribus Clitoriinae DC.
    1. Clitoria L. (63 spp.)
    2. Centrosema (DC.) Benth. (42 spp.)
    3. Periandra Mart. ex Benth. (7 spp.)
    4. Clitoriopsis R. Wilczek (1 sp.)
    5. Apios Fabr. (8 spp.)

  4. Subtribus Ophrestiinae J.A.Lackey
    1. Cruddasia Prain (5 spp.)
    2. Ophrestia H. M. L. Forbes (14 spp.)
    3. Pseuderiosema Hauman (5 spp.)